# Don't Phunk with My Heart
"Don't Phunk with My Heart" é o primeiro single do quarto álbum de estúdio do grupo norte-americano Black Eyed Peas, Monkey Business (2005). Lançado em 2005, o single atingiu o topo das paradas dos EUA, se tornando a segunda canção top 10 dos Black Eyed Peas. Ela também alcançou a posição #3 no Reino Unido. A canção é conhecida pelo ambíguo e controverso uso da palavra "phunk" em seu título.

## Desempenho nas paradas

### Posições
| Parada musical (2005)                | Melhor posição |
| ------------------------------------ | -------------- |
| Austrália - Parada de Singles ARIA   | 1              |
| Austrália - Parada de Singles Top 40 | 1              |
| Bélgica - Top 50 Singles             | 4              |
| Canadá - Parada de Singles           | 1              |
| Brasil - Hot 100 Brasil              | 1              |
| Estados Unidos - Billboard Hot 100   | 3              |
| Estados Unidos - Billboard Pop 100   | 2              |
| Europa - Eurochart Hot 100 Singles   | 3              |
| Letônia - Top Rádios                 | 3              |
| Lituânia - Top Rádios                | 1              |
| Nova Zelândia - Parada de Singles    | 1              |
| Reino Unido - UK Singles Chart       | 3              |
| Singapura - Top 20 Singles           | 1              |